# Asilus vescus
Asilus vescus là một loài ruồi trong họ Asilidae. Asilus vescus được Hine miêu tả năm 1918.